# Arkadij Filipenko
Arkadij Dmytrowycz Filipenko (ukr. Аркадій Дми́трович Філіпенко; ur. 26 grudnia 1911?/8 stycznia 1912 w Kijowie, zm. 24 sierpnia 1983 tamże) – ukraińsko-radziecki kompozytor muzyki filmowej. 
Absolwent Konserwatorium Kijowskiego w klasie Łwa Rewuckiego. Ludowy Artysta Ukraińskiej SRR (1969). Uczestnik II wojny światowej. Od 1968 Sekretarz Związku Kompozytorów ZSRR. Pochowany w Kijowie na Cmentarzu Bajkowa.

## Wybrana muzyka filmowa
- 1973: Złotorogi jeleń
- 1969: Królewna z długim warkoczem
- 1963: Królestwo krzywych zwierciadeł

## Nagrody i odznaczenia
- Laureat Nagrody Stalinowskiej (1949) za II kwartet smyczkowy (1948)
- Ludowy Artysta Ukraińskiej SRR (1969)